# 埃克特 (科羅拉多州)
埃克特（英語：Eckert）是位於美國科羅拉多州德爾塔縣的一個非建制地區。該地的面積和人口皆未知。

## 地理
埃克特的座標為38°50′34″N 107°57′41″W / 38.84278°N 107.96139°W，而該地的平均海拔高度為1697米（即5568英尺）。